# Silence... on tourne ! (film, 1976)
Ne doit pas être confondu avec Silence... on tourne ou Silence, on tourne !.
Pour plus de détails, voir Fiche technique et Distribution.
Silence... on tourne ! est un film français réalisé par Roger Coggio et sorti en 1976.

## Fiche technique
- Titre : Silence... on tourne !
- Réalisation : Roger Coggio
- Scénario : Roger Coggio et Élisabeth Huppert
- Photographie : Étienne Szabo
- Costumes : Catherine Leterrier
- Décors : Jean-Claude Gallouin
- Son : Alain Sempé
- Montage : Chantal Piquet
- Musique : Jeff Jordan : pseudonyme de Vladimir Cosma
- Production : Filmologies - Gerland Productions
- Tournage : du 17 novembre au 23 décembre 1975
- Pays d'origine :  France
- Durée : 90 minutes
- Date de sortie : France - 26 mai 1976

## Distribution
- Élisabeth Huppert : Élisabeth
- Roger Coggio : Roger, le réalisateur
- Françoise Thuries : Françoise
- Laure Viala : Laure
- Vicky Messica : Vicky
- Yvan Varco : Yvan
- Paul Mercey : Paulo, la machiniste
- Maria Pacôme : la mère d'Elisabeth
- Colette Teissèdre : l'actrice non retenue
- Étienne Szabo : Etienne, le chef-opérateur
- Jean-Marc Isy : Jean-Marc, le directeur de production
- Catherine Lachens : Paulette Fromenteau
- Dominique Lavanant : l'actrice porno qui ne prend pas la pilule
- Max Montavon : Max, la maquilleur
- Bernard Musson : Maître Walter, l'huissier
- Jean-François Rémi : Jojo, le machiniste